# Parsifal (odbojová skupina)

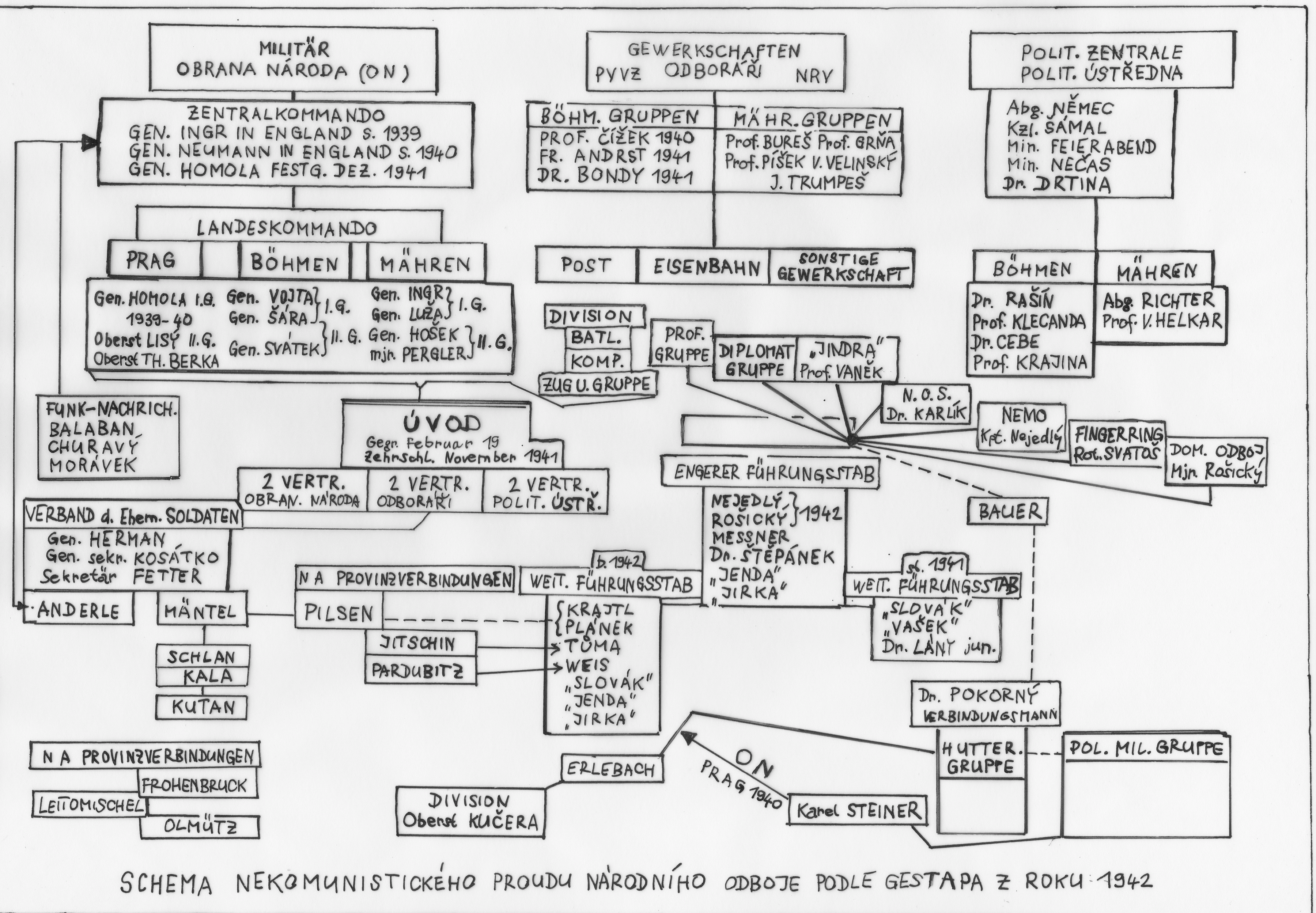
Ilegální organizace „ZAMINI v odboji“ (později „Parsifal“) na „gestapáckém pavouku“ znázorňujícím Schema nekomunistického proudu národního odboje v protektorátu z roku 1942 byla označena nejspíše čtverečkem s nápisem „DIPLOMAT GRUPPE“ (ve středí části schématu)

Skupina Parsifal byla ilegální protinacistická odbojová skupina založená v listopadu 1938 (brzy po podepsání Mnichovské dohody) zprvu s názvem „ZAMINI v odboji“, po Vánocích roku 1941 pak přejmenována na „Parsifal“. Jako součást demokratického protinacistického odboje působila na území Protektorátu Čechy a Morava po celou dobu druhé světové války a zajišťovala předávání zpravodajských informací vojenského a strategického charakteru z důvěryhodných domácích kruhů exilové vládě a zahraničnímu odboji.

## Historie vzniku
Příslušníci ilegální odbojové skupiny Parsifal vzešli z několika okruhů lidí, kteří byli většinou již dříve organizováni v jiných spolcích, jež vznikly povětšinou ještě před podepsáním Mnichovské dohody. Těmito spolky byly: Táflrunda, Klub Přítomnost, Drůza a Babinec.

### ZAMINI v odboji
V listopadu 1938 založil Arnošt Heidrich (na popud prezidenta dr. Edvarda Beneše, ještě před jeho odchodem do exilu v říjnu roku 1938) základ odbojové skupiny, která by předávala informace exilové vládě a zahraničnímu odboji. Tak byla založena skupina „ZAMINI v odboji“, jejíž členskou základnu tvořili zprvu osoby související s ministerstvem zahraničních věcí nebo s diplomacií. U jejího vzniku stáli:
- československý diplomat a zahraniční politik dr. Arnošt Heidrich;
- český historik, univerzitní profesor, československý politik a diplomat dr. Kamil Krofta;
- československý diplomat a vedoucí politického odboru kanceláře prezidenta Edvarda Beneše dr. Jan Jína;
- český novinář a publicista Antonín Pešl;
- diplomat, historik, archivář a publicista PhDr. Jaroslav Papoušek;
- československý diplomat, český básník, esejista a překladatel JUDr. Josef Palivec
- a další.

### Táflrunda
Další členové budoucí ilegální organizace Parsifal se rekrutoval ze stolní (salónní) společnosti „Táflrunda“, jejíž vznik se datoval již do roku 1932 a jejímiž zakladateli byli Julius Firt, Karel Steinbach a Rudolf Jílovský (člen Parsifala). Mezi další členy Táflrundy patřili: Ferdinand Peroutka, Karel Poláček, Jiří Voskovec a Jan Werich, Eduard Bass, Jan Masaryk a Hugo Haas.
K dalším členům odbojové skupiny Parsifal patřili:
- český filmový režisér, producent a scenárista Jan Alfréd Holman (krycí označení „Tristan“;
- československý ekonom, ředitel Škodových závodů a průkopník reklamy Ing. František Sátora;
- český a československý politik, novinář, spisovatel a historik Jan Herben a
- diplomat, politik a národohospodář – hrabě Jindřich Kolowrat-Krakowský.

### Klub Přítomnost
„Klub Přítomnost“ byl založen již v roce 1927 a jeho členové v něm diskutovali témata týkající se obhajoby demokracie, jakož i některé Masarykovy myšlenky či otázky úlohy a postavení Československa v Evropě. Těchto diskusí se účastnili parsifalovci:
- dr. Jan Jína;
- český právník a politik JUDr. Prokop Drtina;
- český právník a publicista JURr. Jaroslav Drábek;
- redaktor Antonín Pešl;
- český spisovatel a scenárista Karel Josef Beneš;
- hrabě Jindřich Kolowrat-Krakowský a
- paní Vlasta Pokorná.

### Drúza
Spolek „Drúza“ byl založen v roce 1937, měl asi 30 členů a mezi jeho členy patřili: ing. Václav Maria Havel, ředitel Exportního ústavu Theodor Pistorius, prof. dr. Leopold Šauer. K pozdějším členům odbojové skupiny Parsifal náleželi:
- český politik a právník JUDr. Ladislav Rašín;
- dr. Jaroslav Kratochvíl;
- československý politik, meziválečný ministr a poslanec Národního shromáždění dr. Antonín Srba a
- JUDr. Leopold Chmela.

### Babinec
Ženský spolek „Babinec“ se scházel již od roku 1931 ponejvíce v bytech paní Mileny Herbenové a paní Vlasty Pokorné (později i jinde). Členky těchto „Babinců“ spojovaly společné zájmy, příbuzenské vztahy, politické názory i instituce, ve kterých pracovali jejich manželé. Dámy zde sdružené četly knihy, časopisy, chodily do divadel, na koncerty a kulturu se snažily i šířit. Do spolku (krom dvou již dříve zmiňovaných) patřily rovněž: Bohumila Pešlová, Stanislava Jínová, Ervína Brokešová, Anna Bořek-Dohalská, Růžena Sedmíková, Karla Rašínová a další dámy.

### Další osobnosti
Mezi členy odbojové organizace „ZAMINI v odboji“ resp. „Parsifal“ se dále zařadili:
- český malíř, ilustrátor, karikaturista, výtvarný kritik, člen seskupení českých avantgardních umělců Otakar Mrkvička;
- spisovatel, dramatik a diplomat Zdeněk Němeček;
- český diplomat, ministerský rada a regionální historik Náchodska PhDr. Stanislav Brandejs

## Odbojová činnost

### Od 15. března 1939 do 1. září 1939
Po 15. březnu 1939 přešla činnost odbojových skupin od schůzek, debat a vzkazů ke konkrétnímu plnění „podzemních“ úkolů. Jedním z nich bylo i zajištění ilegálních spojovacích prostředků pro pravidelnou (a navíc též utajenou) komunikaci z území protektorátu do Londýna a dalších exilových středisek nacházejících se v dosud Němci neokupovaných státech.
Hned po 15. březnu 1939 podnikl Zdeněk Němeček (tehdy ještě „nečlen Parsifala“, jím se stal až od druhé poloviny roku 1941) čtrnáctidenní cestu do Francie. Informace, přivezené z této cesty, varovaly občany Protektorátu Čechy a Morava před odchodem do exilu, protože v zahraniční dosud nebyly připraveny podmínky pro obdobné akce většího rozsahu. (Varování se netýkalo letců ani jednotlivých explicitně vyjmenovaných osob.)
Důležitost shromažďování a předávání informací z protektorátu do rukou exilových pracovníků jakož i doručování jejich odpovědí směřujících k osobám uvnitř protektorátu si uvědomil Rudolf Jílovský, který koordinoval zpravodajskou činnost v prvních měsících německé okupace. Kontakt (hlavně se Slovenskem) v té době zajišťoval i Antonín Srba.
Lze konstatovat, že tehdejší ilegální skupina „ZAMINI v odboji“ úspěšně fungovala v prvních měsících po německé okupaci Čech a Moravy při plnění úkolů zpravodajského charakteru.

### Od 1. září 1939 do 27. září 1941
Zahájení druhé světové války (1. září 1939) přineslo do podzemní činnosti ilegálních složek zhoršené podmínky a tyto se neustále v průběhu druhé světové války komplikovaly a to tou měrou, jak Němci postupně dobývali a obsazovali území, na kterých působily československé zpravodajské spojky. Ruku v roce s touto skutečností se v protektorátu „zdokonalovala“ a sílila činnost jeho represivních složek (gestapo) i německých zpravodajců (sicherheitsdienst).
Na varovném příkladu úspěšných úderů protektorátních represivních složek proti „centrálně“ organizovaným ilegálním organizacím (PÚ, ON a později PVVZ a ÚVOD) si Arnošt Heidrich uvědomoval, jak důležitá je správná proporce a míra spolupráce centra „jeho“ ilegální skupiny s jednotlivými jejími členy, kteří fungují systémem „osamělí vlci“.
Oblast úkolů, kterou v podzemí zajišťovala ilegální skupina „ZAMINI v odboji“, se na konci roku 1941 rozšířila i o pomoc odbojářským rodinám, postižených nacistickou persekucí v době Vánoc roku 1941. Tehdy Arnošt Heidrich poprvé osobně jednal s Rudolfem Jílovským a odbojová skupina „ZAMINI v odboji“ se pak dále nazývala již jako „Parsifal“.

### Od 27. září 1941 do 27. května 1942
Nástup zastupujícího říšského protektora Reinharda Heydricha (27. září 1941), zatčení ministerského předsedy Aloise Eliáše (27. září 1941), nařízení o výjimečném stavu a vyhlášení stanného práva (28. září 1941) implikovalo přerušení styku exilové vlády dr. Edvarda Beneše s dosavadní protektorátní vládou. Masivní zatýkání a popravy v řadách členů ilegálních organizací zrodily v Londýně plán na Heydrichovo odstranění.
Paravýsadek Anthropoid čelil problému s kontaktováním osob uvedených na záchytných adresách, ale parašutistům se podařilo navázat spojení se sokolskou organizací OSVO (později též Jindra (či Jindra-Vaněk)), v jejímž čele stál sokolský činovník Ladislav Vaněk (zvaný Jindra). Ladislav Vaněk vytušil na koho je zacíleno tajné poslání skupiny Anthropoid a na počátku roku 1942 s tím obeznámil i ilegální skupinu Parsifal (konkrétně Leopolda Chmelu a Jaroslava Kratochvíla, od něhož se to dozvěděl následně i Antonín Srba).
O tom, že atentát na Reinharda Heydricha povede pravděpodobně k další vlně represí namířené do řad odbojových pracovníků (a k rozbití již tak „těžce pochroumaných“ ilegálních struktur odboje), neměli ani Arnošt Heidrich a ani Ladislav Vaněk žádných pochyb. Společně dohodli odeslání depeše do Londýna, která by vyjádřila nedůveru k plánovanému atentátu. V závěru depeše prosazoval Ladislav Vaněk myšlenku o změně osoby, na níž bude atentát cílen. Arnošt Heidrich oproti tomu chtěl varovat před provedením atentátu jako takového. Nakonec ale Ladislav Vaněk ustoupil a tak byla do Londýna odeslána depeše v následujícím znění:
Z příprav, které konají Ota a Zdeněk (Kubiš a Gabčík), a dle místa, kde to zařizují, usuzujeme přes jejich trvalé mlčení, že chystají atentát na H. Tento atentát by asi ničím nepřispěl spojencům, a pro náš národ by měl nedozírné následky. Nejenže by ohrozil naše rukojmí a politické vězně, ale vyžádal by si i tisíce dalších životů, uvrhl by národ do neslýchaného útisku, zároveň by smetl poslední zbytky jakékoli organizace, a tím znemožnil, aby zde ještě něco užitečného bylo vykonáno pro spojence. Prosíme proto, abyste dali příkaz, aby atentát nebyl podniknut.
Depeše, Znění depeše, 

### Od 27. května 1942 do druhé heydrichiády
Následná vlna represí po atentátu (27. května 1942) zasáhla i osoby, které s odbojovou organizací Parsifal velmi blízce spolupracovaly. Ladislav Vaněk byl zatčen pražským gestapem 4. září 1942. Byl tvrdě vyslýchán a později sepsal na gestapu sedmatřicetistránkový protokol „Jak jsem chtěl zabránit atentátu“, kde vyzradil organizační strukturu odboje. V Pardubicích se gestapo dostalo (21. června 1942) do bytu Alfréda Bartoše a nalezlo zde seznam osob, s nimiž byl v kontaktu (mezi nimi bylo i několik členů odbojové organizace Parsifal).
Jiní členové ilegální skupiny Parsifal byli ohroženi v souvislosti s prozrazením a se zatýkáním v jiných odbojových skupinách. Například Václav Černý se ocitl v ohrožení života po rozbití Národního revolučního výboru inteligence (NRVI). V čele NRVI stáli František Halas, Bedřich Václavek, Vladislav Vančura a právě Václav Černý.

### Od léta 1942 do konce roku 1942
Realita roku 1942, který byl pro podzemní demokratické hnutí v protektorátu rokem obtížným, byla vyvážena navazováním nových kontaktů, které se ve výsledku projevily v urychlení při obnovování represivními složkami systematicky potírané ilegální činnosti.
V létě roku 1942 navázala skupina Parsifal kontakt s budoucí demokratickou a nekomunistickou Radou tří (R3), která oficiálně vznikla ale až v září 1942 na Českomoravské vysočině a na Vysočině na torzu gestapem rozbitých odbojových organizací Obrana národa (ON) a Petiční výbor Věrni zůstaneme (PVVZ).
Prvopočátek budoucího nového politického ústředí byl předznamenán navázáním spolupráce s odbojářem s krycími jmény Karel nebo Richard, kterým ve skutečnosti byl Karel Veselý-Štainer (1903–1993). Pasivně zpravodajská činnost Ervíny Brokešové byla posílena pomocí, které se jí v tomto směru dostalo ze strany manželů Mainwaldových. Arnošt Heidrich pak osobně udržoval kontakty s rodinou Rašínových, kteří byli dlouhodobě odbojově činní. Přímé spojení s londýnskou exilovou vládou zajišťované ilegálními vysílačkami Sparta bylo sice přerušeno v roce 1941 jejich odhalením a zničením, ale v roce 1942 se spojení podařilo obnovit pomocí tzv. slovenské cesty a to díky kontaktům s Peterem Zaťkem, se kterým již v prvních měsících po vzniku Protektorátu Čechy a Morava spolupracoval Antonín Srba. Zprávy k Arnoštu Heidrichovi směřovaly zejména prostřednictvím paní Vlasty Pokorné a Leopolda Chmely.
Nové politické ústředí se formovalo v tzv. Přípravném národním revolučním výboru (PRNV) v jehož čele stáli: šéf činohry Národního divadla básník Jaroslav Kvapil, bývalý prezident nejvyššího soudu právník Emil Pavel Lány a bývalý ministr zahraničí Kamil Krofta.
Vlastní vedení PRNV ale spočívalo ponejvíce na bedrech Emila Lányho, jemuž pomáhal František Richter. Integrační snahy PRNV zahrnovaly nejen odboráře ale i ilegální struktury KSČ a díky tomu si PRNV udržel až do konce druhé světové války jistou kontinuitu. Vznik a činnost PRNV definovala nejen osudy domácího odboje nýbrž i skupiny Parsifal.

### Rok 1943
V prvních měsících roku 1943 se začala rozvíjet pasivně zpravodajská činnost a to díky Karlu Josefu Benešovi. Podrobnější zprávy dodávala Arnoštu Heidrichovi i paní Vlasta Pokorná.
Rozpuštění III. Internacionály (15. května 1943) inspirovalo demokratické síly v odboji ke spolupráci s ilegálními strukturami KSČ v domnění, že Rusové ustupují od myšlenky podmanit si státy, které připadnou pod sovětskou sféru vlivu. Vyjednavačem mezi komunisty a demokraty byl ustanoven Václav Černý, jako spojka pak fungoval Josef Palivec. V září 1943 se Václav Černý sešel (v Praze) na jednání s Jaroslavem Kratochvílem a následně Jaroslav Kratochvíl předal návrh na spolupráci komunistů s demokraty na ÚV KSČ. Tady prošel návrh schvalovacím řízením a Jaroslav Kratochvíl byl zvolen coby zástupce KSČ v PRNV.
Přes názorové rozdíly (demokraté hledali cestu k porážce Německa; komunisté k vytvoření dobrých poválečných podmínek pro realizaci zájmů své strany) byl původní program PRNV „Za svobodu“ zredukován do tzv. „Čtyř pražských bodů“. Tak se ke konci druhé světové války (na platformě PRNV) podařilo vytvořit domácí „frontě“ (tj. zástupcům všech významnějších politických stran) s komunisty určitou „koalici“ (Česká národní rada).
Na jedné z větších porad členů skupiny Parsifal (v bytě paní Vlasty Pokorné) se sešly osoby z okruhu bývalé Táflrundy, ZAMINI v odboji, Drúzy, Antonín Srba a JUDr. Leopold Chmela. Kromě organizačních záležitostí (v souvislosti s vyvíjenou zpravodajskou činností) byl na programu i politický postoj členů Parsifala k Sovětskému svazu. Rudolf Jílovský otevřeně před SSSR přítomné varoval. Koncem prosince 1943 se celá skupina vyjádřila k otázce SSSR a jeho poválečného angažmá v Československu ve stanovisku zaslaném exilové vládě do Londýna: byly připuštěny sympatie k Rusku spolu s obavami z rostoucího vlivu komunismu. Členové vyjádřili názor, že v případě obsazení Československa by mělo být toto rozděleno tak, že by sféry vlivu v Československu měly kopírovat třetiny (státy Velké trojky). (Obavu z přibližujícího se východního spojence nezmenšovala ani existence dohody o vzájemné pomoci a spolupráci mezi Československem a Sovětským svazem ratifikovaná na konci roku 1943.)

### Rok 1944
V dubnu 1944 využil Arnošt Heidrich pro Parsifal možnosti spolupracovat více s ideově blízkou ilegální skupinou generála Vojtěcha Luži (tj. s R3)). Dne 30. dubna 1944 se na popud Arnošta Heidricha sešel Josef Grňa s Leopoldem Chmelou na schůzce k dohodě podrobností vzájemné spolupráce a sloučení obou skupin. Arnošt Heidrich byl určen jako politický reprezentant řízení sloučené skupiny na teritoriu Prahy a v Čechách, zatímco Josef Grňa si ponechal v působnosti Moravu. V dalších bodech následné diskuze (partyzánský odboj, spolupráce při defenzivním o ofenzivním zpravodajství, otázky hospodářských opatření po válce (zde se sice shodli, ale názorově se rozešli s postoji KSČ), ...) pak došlo k oboustranné shodě. JUDr. Leopold Chmela byl na začátku června 1944 zatčen gestapem a spolupráce tak nemohla dále pokračovat.
Další se dostal do rukou gestapa Jaroslav Kratochvíl a v ohrožení zatčení se ocitl i člen protinacistického odboje napojený na Heidrichovu skupinu – kurýr V. Staller, který se urychleně přesunul na Slovensko, kam se odebral i Antonín Srba (ten se dostal na Slovensko těsně před vypuknutím SNP (29. srpen 1944) a cílem jeho jednorázové cesty bylo splnit úkol zadaný mu Arnoštem Heidrichem).
Po vypuknutí SNP odešel na Slovensko Vladimír Žikeš aby se tu (v zájmu odbojové skupiny Parsifal) sešel s představiteli exilové vlády, což byla příležitost k přímé výměně názorů mezi členy zahraničního i domácího odboje. (řešily se otázky vztahů mezi Východem a Západem, poválečné politické uspořádání, dodávky zbraní ze Západu, ...) Poté, co bylo SNP na konci října 1944 (28. října 1944) potlačeno, vrátil se Vladimír Žikeš zpět do pohraničí, kde informoval své kolegy v Čechách o situaci na Slovensku.
Ve druhé polovině roku 1944 došlo na domácí „frontě“ k velkým raziím. Člen skupiny Parsifal Zdeněk Němeček měl přesvědčit Alberta Pražáka, aby se postavil do čela českého demokratického odboje, pokud s tím bude souhlasit PRNV (ten byl zásahy gestapa značně narušen, ale ve své činnosti pokračoval dále).
Na podzim 1944 zasáhly perzekuce gestapa i R3. Generál Vojtěch Luža byl při přestřelce s protektorátními četníky zabit 2. října 1944 ve vsi Hřiště u Přibyslavi. Nástupce vojenského velitele Rady tří podplukovník Josef Svatoň (1893–1944, krycí jméno Doubek) přišel o život rovněž v podzimních dnech roku 1944. Obě tato úmrtí způsobila ztrátu odbojového spojení do oblasti na sever od Labe.
Ztráty postihly i některé členy odbojové skupiny Parsifal. Václav Černý spolu s Josefem Palivcem (zbylí členové užšího kruhu PRNV) udržovali kontakt se zástupcem komunistického hnutí Jaroslavem Kratochvílem, dále s vládním vojskem a v neposlední řadě s Heidrichovou skupinou.

### Rok 1945 (do květnového povstání v Praze)
Václav Černý byl 11. ledna 1945 zatčen gestapem a až do konce války byl vězněn a vyšetřován na Pankráci. Následovalo zatýkání dalších: Zdeněk Němeček (zatčen gestapem 22. února 1945), Josef Palivec (uvězněn v lednu 1945), Rudolf Jílovský (na jaře 1945 byl vězněn na Pankráci) a dokonce i vedoucí celé skupiny Arnošt Heidrich (od února 1945 do května 1945 vězněn v Terezíně a následně na Jenerálce).
Gestapo ale neuvěznilo všechny odbojáře, kteří souviseli s PRNV nebo skupinou Parsifal. Hrabě Jindřich Kolowrat-Krakowský na poslední chvíli vycestoval (s celou rodinou) do Podkrkonoší; A. Brabec se po zatčení spisovatele Zdeňka Němečka a Rudolfa Jílovského ukryl na Benešovsku (tady se vydával za lesního dělníky a tvář si zamaskoval plnovousem). Zatčení v únoru 1945 se vyhnul i Antonín Srba, který se snažil dále ilegálně pracovat a to za pomoci „Babince“, jehož členky nebyly raziemi gestapa dotčeny. Zejména díky pasivně zpravodajským službám se dařilo pronikat do zázemí státní policie. Dopaden nebyl ani režisér Jan Alfréd Holman, který odjel na Slovensko poté, co byl varován na základě motáku od Zdeňka Němečka (moták byl propašován z pankrácké věznice).
Jan Alfréd Holman působil na Slovensku coby vyslanec skupiny Parsifal. Na schůzce s prezidentem dr. Edvardem Benešem (ten se na začátku dubna 1945 usadil v Košicích) mu předal veškeré vzkazy od odbojářů. Skupině Parsifal blízký Vladimír Žikeš působil rovněž tou dobou na Slovensku. Jako třetí zástupce domácího odboje přijel na jednání do Košic i univerzitní profesor Josef Grňa. Josef Grňa prosazoval názory České národní rady (ČNR), která sdružovala všechny složky domácího odboje. Grňa ČNR považoval za skutečnou vládu, jež by měla do rukou prezidenta (po skončení války a po jeho návratu z exilu) předat vedení osvobozeného Československa. Na začátku jednání s dr. Edvardem Benešem Josef Grňa upřednostňoval témata vojenská (požadoval dodání zbraní pro možnost ozbrojeného odporu, i když Grňovi i Benešovi bylo zřejmé, že požadavek přišel nejspíše poněkud pozdě a nebude asi možno jej v historicky krátké době splnit) před otázkami politickými. Jaké však bylo Grňovo překvapení, když se dozvěděl, že kromě sociálně demokratické strany má být po druhé světové válce obnovena v Československu také strana lidová a strana národně socialistická. Tento krok totiž odporoval programovému prohlášení, ve kterém se odbojáři stavěli jednoznačně proti návratu některých prvorepublikových stran.
O půlnoci z 28. dubna 1945 na 29. dubna 1945 bylo v pražské pankrácké věznici shromážděno několik vězňů: Arnošt Heidrich, Zdeněk Němeček, Jaroslav Kvapil, Kamil Krofta a Ivan Dérer. Všichni jmenovaní byli přivedeni do místnosti, ze které se z věznice odjíždělo, stáli otočeni čelem ke zdi a následně byli převezeni na pražskou Jenerálku (místo pobytu jim bylo sděleno až ráno 29. dubna 1945). Druhého dne (30. dubna 1945) s nimi začal vyjednávat šéf politické sekce dr. Fuchs (ten býval obvykle přítomen i u výslechů významnějších vězňů). Fuchs vězně seznámil s postupem komunismu do Evropy a hrozbě krveprolití, ke kterému může v Praze dojít a požadoval na nich, aby obnovili své styky s evropskými státníky. Všichni zadržení (jak se již během cesty na Jenerálku dohodli) ale odkázali Fuchse na exilovou vládu. Stejné požadavky zopakoval Fuchs ještě 2. května 1945, ale obdržel od zadržených stejnou odpověď.

### Květnové povstání v Praze
Po vypuknutí pražského povstání (5. května 1945) byla většina zatčených odbojářů propuštěna, (toho dne byl propuštěn i Rudolf Jílovský). Na svobodu se dostali i ostatní věznění z Jenerálky, svobody se dočkal i Josef Palivec a Václav Černý.
K sídlu České národní rady (ČNR) v Bartolomějské ulici se vydali Jan Jína (vrátil se z koncentračního tábora), Jindřich Kolowrat-Krakowský, Arnošt Heidrich, Josef Palivec, Rudolf Jílovský a Václav Černý. V sídle ČNR byli již přítomni: generál Karel Kutlvašr, předseda ČNR Albert Pražák a komunista Josef Smrkovský, který ovšem dal těmto příchozím najevo, že jejich přítomnost na místě není žádoucí. („Vaše přítomnost tu není nijak žádoucí. Respektujete kapitalistický svět a dnešní doba vyžaduje nové přístupy.“) Jediným členem ČNR byl z kruhu parsifalovců zvolen pouze Václav Černý, jehož se jednání Josefa Smrkovského s jeho odbojovými druhy nemile dotklo (Arnošt Heidrich, Rudolf Jílovský i Josef Palivec museli budovu opustit). Později se Václav Černý o svých zkušenostech v ČNR vyjádřil:
Česká národní rada byla v podstatě podnikem komunistické strany, z iniciativy komunistů vznikla, komunistických členů a jejich souputníků měla naprostou většinu, řízena byla Josefem Smrkovským (…) cílem bylo proměnit národní povstání v sociální revoluci.
Václav Černý, o svých zkušenostech v ČNR, 

### Těsně po válce
Zvolený komunistický ministr Václav Kopecký dne 12. května 1945 zamítl požadavek (vznesený ČNR po návratu exilových představitelů), jenž se týkal doplnění ČNR o účastníky domácího odboje. Tak se stalo, že ČNR zmizela z poválečného politického dění. Paradoxně tak konec druhé světové války znamenal pro členy odbojové skupiny Parsifal na jedné straně porážku Německa, ale na druhé straně nástup komunismu.
Arnošt Heidrich navázal po válce kontakt s Miladou Horákovou a spolupracoval s ní až do své emigrace (krátce po březnu 1948). Milada Horáková se jako členka parlamentní zahraničně-politické komise pokoušela po válce prohlubovat vztahy Československa se Západem, ale východoevropské i středoevropské státy ztratily pro Západ svůj strategický význam. Po roce 1948 začala Milada Horáková organizovat třetí československý odboj.

## Peenemünde
Peenemünde je nejsevernější vesnice na ostrově Usedom v severovýchodní části Německa, nachází se u ústí řeky Peene. Vesnice je známá především díky přilehlému výzkumnému středisku německé Luftwaffe (Heeresversuchsanstalt Peenemünde) používanému během druhé světové války.
Roku 1936 Říšské ministerstvo letectví (Reichsluftfahrtministerium) odkoupilo celou severní část poloostrova Usedom a u vesnice se roku 1937 začalo budovat armádní výzkumné středisko (Heeresversuchsstelle). O rok později už bylo téměř dokončeno a jeho technickým ředitelem se stal Wernher von Braun. Během druhé světové války probíhal v Peenemünde vývoj nacistických letounových střel V-1 a raných balistických řízených střel (zbraní odplaty) V-2. Ve vojenské vývojové základně pracovalo zhruba dvanáct tisíc lidí a to nejen vojenských a civilních zaměstnanců, ale též válečných zajatců, nuceně nasazených a vězňů. Součástí komplexu byl proto také malý pracovní koncentrační tábor Karlshagen, který byl pobočkou koncentračního tábora Ravensbrück.
V březnu 1939 se do Protektorátu Čechy a Morava přesouvali (krom německých vojáků) i političtí, hospodářští a administrativní pracovníci, kteří nesouhlasili s hitlerovým režimem. S některými z nich se dostal do styku i Antonín Srba působící jako jeden z vedoucích pracovníků „Spolku pro chemickou a hutní výrobu“. Podnik měl styky v zahraničí a Srba se díky svojí funkci seznámil s demokratem a antinacistou Hermanem Münchem, který se ochotně zapojil do protinacistické ilegální činnosti.
V roce 1943 se Spojenci i členové domácího odboje setkali s informací o zbrani hromadného ničení, kterou má údajně Adolf Hitler k dispozici a o níž se vůdce zmiňoval již v roce 1939. V souvislosti s tímto poznatkem se uváděla lokalita Peenemünde, ale špionážní lety (ani ten dubnový z roku 1943) nad touto oblastí nenaznačovaly žádné podezřelé aktivity. (Shodou okolností byla ve stejné době odpálena ze základny zkušební raketa, jejíž dolet byl téměř tři sta kilometrů.)
V červenci 1943 se Antonín Srba sešel s antinacistou Heinrichem Richterem-Brohmem a s Hermanem Münchem. Na této schůzce přišel Heinrich Richter-Brohm s tím, že: Německo má k dispozici novou tajnou zbraň, která byla prominentním osobám představena v Königsbergu. Jedná se o dalekonosnou střelu, která by mohla (podle Richtera-Brohma) zasáhnout pobřeží Velké Británie a její druhá, silnější forma, která ještě zatím není uvedena do provozu, by mohla doletět až na území Spojených států. Středisko výzkumu těchto ničivých střel se nachází v Peenemünde a první využití těchto zbraní proti nepříteli je plánováno na 1. září 1943.
Antonín Srba zprvu nevěděl, jak s touto informací naložit, ale po dlouhém váhání se rozhodl dostat ji do Londýna. K úspěšnému doručení zprávy využil redaktora Hospodářského rozhlasu Eduarda Vyškovského, který se Srbovi sám několikrát nabídl jako vhodný kandidát pro odbojovou činnost.
Podle Britů objevily Peenemünde jejich průzkumné letky 12. června 1943 poté, co vyfotily velký válcovitý objekt neznámého určení. Podle Poláků k tomu přispěla hlavně jejich Zemská armáda (Armia Krajowa).
Ať tak či onak: V noci ze 17. na 18. srpna 1943 byla základna (a příkaz Winstona Churchilla) bombardována téměř 600 letadly britského královského letectva. Tato akce byla nazvána krycím jménem operace Hydra. Část bomb neúmyslně dopadla i na pracovní tábor asi 2,5 km od základny, kde zemřelo přes 500 civilistů, převážně deportovaných Poláků. Následně byla ale základna správně zaměřena a částečně zničena (od objevení do konce války na ni spadlo 122 tisíc tun munice). Z důvodu odhalení základny byla výroba raket na počátku roku 1944 přesunuta do podzemní továrny Mittelwerk u města Nordhausen, kde ve výrobě pokračovali vězni z koncentračního tábora Mittelbau-Dora a odpalovací zkoušky a výcvik raketových jednotek byly přesunuty do Blizny v Polsku. V Peenemünde zůstalo z původních dvanácti tisíc jen asi 400 vývojových pracovníků. Až do května 1945 probíhal průběžný přesun personálu a dělníků do středního Německa. (Dne 5. května 1945 byla základna obsazena sovětskou armádou.)
Díky této operaci se prokazatelně zpomalil vývoj německých raket. Antonín Srba se o bombardování Peenemünde dozvěděl již 18. srpna 1943 z londýnského hlášení. Do této informační akce byl zapojen (z bezpečnostních důvodů) jen omezený okruh parsifalovců. (Zdeněk Němeček a Rudolf Jílovský ve své zprávě do Londýna z 31. prosince 1943 uváděli, že o odplatě novými zbraněmi, které mají Němci údajně k dispozici, se neví nic bližšího.)
Britové byli o existenci vojenské vývojové základny v Peenemünde informováni, ale předpokládali, že je to pouze německá „lest“ s cílem odlákat jejich pozornost od něčeho podstatně důležitějšího. Dne 15. července 1943 se konala schůzka představitelů Velké Británie, na níž se měla přezkoumat důležitost útoku na základnu v Peenemünde. A právě v této době dorazila do Londýna Srbova depeše, která (jak se po druhé světové válce ukázalo) sehrála nemalou roli pro spuštění operace Hydra. Antonínu Srbovi se v roce 1951 (jako českému emigrantovi) dostalo za tuto informaci z britské strany neveřejného poděkování. S odstupem času lze konstatovat, že největší význam Srbovy zprávy byl v tom, že žádná jiná informace, kterou Britové o základně obdrželi, neobsahovala konkrétní datum plánovaného útoku (tj. 1. září 1943).